# West Coast
«West Coast» —en español: «Costa Oeste»— es una canción de la cantautora estadounidense Lana Del Rey perteneciente a su tercer álbum de estudio Ultraviolence (2014). Escrita por Del Rey y Rick Nowels y producida por Dan Auerbach de The Black Keys, «West Coast» es una melancólica canción de amor sobre una mujer dividida entre el amor y la ambición, y una dedicatoria a la Costa Oeste de los Estados Unidos. Esta balada de rock psicodélico y soft rock supuso para la artista una evolución y un sonido más orientado a la guitarra. Ha sido descrita como «dos canciones en una» y su tempo cambiante desciende casi 60 pulsaciones por minuto en el estribillo, en un cambio rítmico que recuerda al sencillo de The Beatles «We Can Work It Out» (1965), introducido por el riff de guitarra que da comienzo al sencillo «And I Love Her» (1964) de la agrupación británica. En el tema, Del Rey canta en un estilo ansioso y «jadeante» y presenta un tono más sensual y exaltado que en sus lanzamientos anteriores.
Lanzada como el sencillo principal de Ultraviolence el 14 de abril de 2014, la canción cosechó reseñas positivas de los críticos musicales, quienes elogiaron su composición no convencional y la entrega vocal atípica de Del Rey. Medios de comunicación como Consequence of Sound, NME y Spin la incluyeron en sus listas de las mejores canciones del año. «West Coast» debutó en la posición 17 del Billboard Hot 100, convirtiéndose en el debut más alto de la cantante y en su tercer sencillo con mejor posición en los Estados Unidos; también fue su primer sencillo en ingresar a la clasificación Billboard Rock Airplay, donde alcanzó la posición 26. De igual forma, marcó el octavo éxito entre los 40 principales de Del Rey en el Reino Unido, logrando la casilla número 21 en el UK Singles Chart.
Su video musical en blanco y negro, dirigido por Vincent Haycock, fue lanzado el 7 de mayo de 2014. Filmado en Marina del Rey y Venice, California, utiliza un enfoque minimalista y melancólico para presentar a Del Rey dividida entre dos intereses amorosos, uno de los cuales es interpretado por el artista de tatuajes de Hollywood, Mark Mahoney. El videoclip fue bien recibido por la crítica y logró una nominación a los MTV Video Music Awards a la mejor fotografía. Del Rey promocionó «West Coast» con actuaciones en vivo en el Festival de Música y Artes de Coachella Valley, el Festival de Música de Austin City Limits y el Festival de Glastonbury en 2014. La canción ha sido versionada por artistas como James Vincent McMorrow, Royal Blood, Missio, Kungs y Max Jury.

## Historia
| Eso es lo que alguien me dijo cuando estaba en la playa, estaba en una fiesta en la playa y me dijo: «tienen un dicho, si no estás bebiendo entonces no estás jugando». Pensé que era una bonita frase inicial. Para mí es como pensar en cómo fueron las cosas para mí, y cómo fueron mis motivaciones durante tanto tiempo, que todavía parecen formar parte de mi vida aunque ahora no beba. Por alguna razón me gusta empaparme del ambiente de una fiesta realmente dinámica, ya sea en la Costa Oeste o donde sea. Me gusta que otras personas puedan divertirse y soltarse. Me siento parte de ello cuando estoy allí, así que sí, me siento cómoda. —Del Rey sobre el significado de la letra. |

La canción fue escrita por Del Rey y su colaborador frecuente Rick Nowels;Del Rey compuso la letra y la melodía y Nowels los acordes. En noviembre de 2013, la cantante viajó a los Electric Lady Studios en la ciudad de Nueva York, donde permaneció sola durante cinco semanas. Allí produjo la canción ella misma con una guitarra antes de contratar al baterista Maximilian Weissenfeldt, mientras que Nowels pasaba «de vez en cuando». Juntos produjeron la grabación inicial de «West Coast» inspirados en el rock clásico. Del Rey desarrolló el tema como una dedicatoria a la Costa Oeste de los Estados Unidos, pero con la intención de que fuera más psicológica, lo que resultó en su distanciamiento del formato verso-coro. Ella sintió que el lento y cambiante tempo del sencillo era importante porque reflejaba su estado mental durante la composición. Del Rey completó inicialmente su tercer álbum de estudio Ultraviolence en diciembre de 2013, pero estaba insatisfecha con la maqueta que había grabado para «West Coast». Conoció al productor Dan Auerbach de The Black Keys por casualidad en los Electric Lady Studios y más tarde, durante una salida nocturna en Queens, Nueva York, decidió grabarla nuevamente para incorporar las técnicas de producción más flexibles de Auerbach. Esa noche, Del Rey le explicó al productor su interés en desarrollar un tema que contuviera matices de jazz, una «fusión de la Costa Oeste» influenciada por bandas como The Beach Boys y Eagles, y un renacimiento al estilo Laurel Canyon en los años 1970.
Posteriormente, la cantante viajó a Nashville, Tennessee, para volver a grabar «West Coast» y otras pistas del álbum con Auerbach en una sesión de tres semanas en su estudio, Easy Eye Sound. Ella lo invitó a agregar una vibra más casual y «californiana» grabando en tomas únicas, con un micrófono Shure SM58 de estilo blues. Según Auerbach, la grabación de «West Coast» fue cantada «99% en vivo» por Del Rey en una habitación contigua a una donde una banda de siete miembros estaba grabando la instrumentación del tema. Auerbach produjo la guitarra eléctrica, el sacudidor, la guitarra acústica de 12 cuerdas y la instrumentación de sintetizador, mientras que Nick Movshon fue acreditado como bajista y baterista. La sección de cuerda fue registrada por separado de la grabación principal en un estudio en Glendale, California llamado The Bridge.
Del Rey opinó que la demo sonaba muy diferente a la versión de Auerbach. En Interscope Records, sello discográfico de la artista, no quedaron satisfechos con el hecho de que el coro tuviera un ritmo más lento en beats por minuto que los versos, argumentando: «Ninguna de estas canciones es buena para la radio y ahora las estás haciendo más lentas cuando deberían ser más rápidas». En una entrevista con The Guardian, Del Rey explicó que se sentía «confundida» con su vida durante la escritura de la canción y que ese fue el sentimiento que la influenció para que sonara desconectada del pop mainstream.

## Composición
Una balada de rock psicodélico y soft rock, «West Coast», también contiene elementos de reggae, indie rock, rock latino, música de los años 1960, «drive time» de los años 1980 y swing «narcotizado». El sonido subversivo de la pista es el resultado de su instrumentación irregular y ritmo relajado, similar al de «Spooky» de la banda Classics IV. El riff de apertura presenta un sonido «ondulado» parecido al de Turn Blue de The Black Keys, y se mantiene a lo largo de toda la canción. Descrita como «dos canciones en una» por Kitty Empire de The Guardian, su tempo desciende durante el coro, siguiendo un ritmo reminiscente de «We Can Work It Out» de The Beatles. Más orientada hacia la guitarra que los trabajos anteriores de la cantante, la canción está basada en una instrumentación mínima de guitarra de música surf y batería «twangy». La segunda sección más lenta de la pista comienza con un riff de blues descendente que recuerda a «And I Love Her» de The Beatles, en el que la producción cambia entre un barítono medio murmurado y una sinfonía coral en capas, entre un motivo neo-noir. Su estribillo atraviesa un bajo vibrante y una instrumentación de percusión desigual, y hacia el final del tema se añade una ráfaga de sintetizador G-funk.
Al incorporar una facilidad a su ejecución, Del Rey suavizó su voz tarareando el estribillo «Move baby, move baby / Ooh baby, ooh baby» a lo largo del cambio de coro, con un estilo similar a «Edge of Seventeen» de Stevie Nicks. La cantante utiliza un tono inexpresivo y ventrílocuo, con su voz superpuesta a la producción de la pista mediante reverberación. Canta en un estilo ansioso y «respirado» en partes de la canción, presenta un tono más sensual y siniestro que en su discografía anterior y entona en una octava justo por encima de un susurro. También canta los coros de la pista, lo que contribuye en parte al ambiente etéreo, a través de gemidos distantes y lejanos. Bradley Stern del portal MuuMuse comentó que la voz de Del Rey alternaba entre «un frenesí jadeante y un éxtasis entrecortado y drogado». A lo largo del tema, ella contiene su entrega durante los versos, pero canta en un estilo amplio y cinematográfico en su coro.
«West Coast» fue descrita como una mezcla entre las obras de las bandas Portishead y Beach House. También se destacó que la pista se desvió de la fórmula de Del Rey en Born to Die y Paradise, como una evolución de su sonido, aunque sin hacerlo en su totalidad. Harriet Gibsone, de The Guardian, afirmó que la canción «se aparta lentamente del melodrama de Twin Peaks de Born to Die», mientras que Tim Jonze de la misma publicación dijo que «desechó los elementos de hip hop» de dicho álbum. Su inquietante presencia, omnipresente en las pistas anteriores de Del Rey, adopta un sonido psicodélico completo, recordando a «You Showed Me» de The Turtles. «West Coast» presenta un compás sencillo de 4/4, con un tempo moderadamente rápido en sus versos y lento en su coro. Está compuesta en la tonalidad de F♯ menor, con las voces de Del Rey abarcando desde F♯2 hasta C♯5. La pista tiene una progresión de acordes básica en su primera estrofa y su coro.
Al abordar una temática de amor melancólico, la letra describe a una mujer dividida entre el amor y la ambición. «West Coast» también es una dedicatoria al pueblo natal californiano de Del Rey, y evoca imágenes del lugar. La artista canta sobre dejar a un amante por la promesa californiana de la fama, y enfatiza la distancia entre un romance dulcemente complicado y una relación disfuncional. Al igual que en sus trabajos anteriores, la letra es a la vez concreta e imprecisa y complementa la «onírica» sonoridad. «West Coast» establece una disonancia entre la forma y el contenido, y aunque es un tema de amor, su sonido hacer recordar a una ruptura; también se señaló que la letra representa vívidamente recuerdos de verano adolescente y romances olvidados. Comparando el contenido lírico del tema con el de «Superstar» de Sonic Youth, Molly Lambert de Grantland manifestó: «Mientras que la Lana de la era de Born to Die a menudo mostraba un afán por ser tenida en cuenta, la Lana de "West Coast" suena como una estrella luchando por no desencantarse con el mundo del espectáculo después de atravesar unas cuantas sesiones de casting, todavía esperando que la gran oportunidad pueda estar en el horizonte».

## Lanzamiento

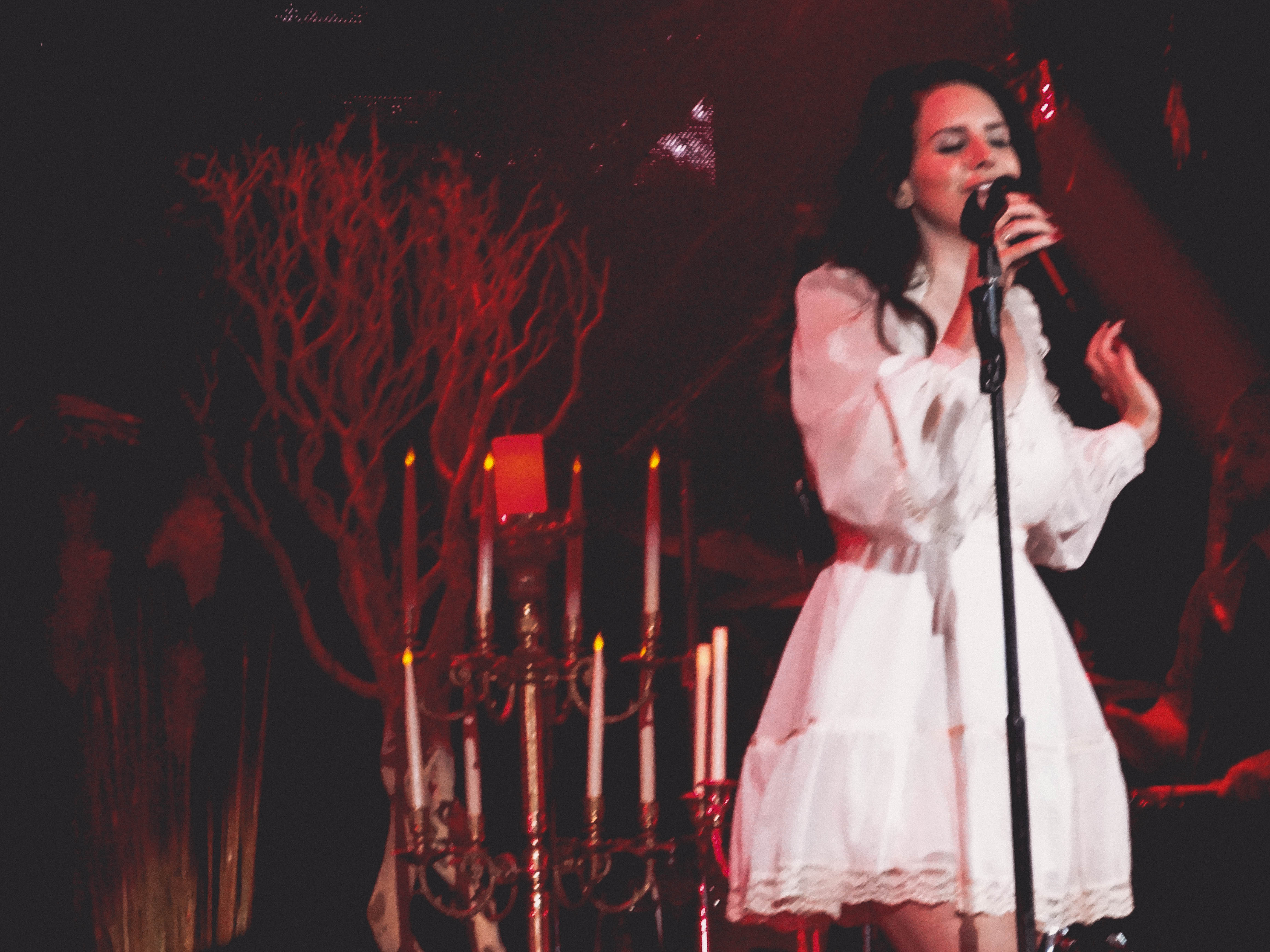
Del Rey cantando segmentos del nuevo sencillo durante un concierto en el Bill Graham Civic Auditorium de San Francisco.

La canción fue publicada como sencillo principal del álbum Ultraviolence. El título fue anunciado por primera vez por la cantante el 3 de abril de 2014 a través de sus cuentas de Facebook y Twitter. El 10 de abril, Del Rey publicó la portada del sencillo en Twitter con la letra «Down on the West Coast, they got a sayin'...» como su leyenda, la cual utilizó en una valla publicitaria instalada en Los Ángeles ese mismo día. La portada, predominantemente amarilla, usa un filtro de cámara de Instagram y muestra a Del Rey con un maquillaje suave mientras está de pie en una costa californiana frente a olas que rompen. La artista tiene una expresión melancólica en la carátula y se la representa con un leve ceño fruncido y los ojos mirando directamente a la cámara. Luce un aspecto inspirado en la playa con un peinado ondulado, una chaqueta de mezclilla y una camisa blanca. Algunos críticos especularon que el arte de portada insinuaba que el sonido de «West Coast» continuaría en el estilo relajado de Born to Die.
Fearne Cotton, de BBC Radio 1, presentó el estreno oficial de la canción el 14 de abril de 2014, y el audio fue subido a la página de Vevo de la cantante más tarde ese día. La canción fue incluida por primera vez en la radio contemporánea en Italia el mismo día y fue lanzada como descarga digital en Canadá y Estados Unidos el 22 de abril y en la mayoría de los territorios internacionales un día después. Se programó su lanzamiento digital para el 25 de mayo en el Reino Unido y para el 30 de mayo en Alemania. La canción llegó a las estaciones radiales de rock moderno en Estados Unidos el 3 de junio.
Un remix de Dan Heath, quien produjo «Blue Jeans» de la cantante (2012), fue estrenado por Vice el 19 de mayo. Una versión más corta de Auerbach que presentaba un énfasis más fuerte y claro en las vocales de Del Rey fue designada como la edición radial de la canción. La nueva versión de Auerbach presentaba un sonido significativamente más ligero que el original e incorporaba elementos de música caribeña y tropical. Se encargaron varias remezclas para el lanzamiento de «West Coast» a artistas como Alle Farben, Camo & Krooked, Four Tet, Jabberwocky, MK, Solomun, The Young Professionals y Zhu.

## Recepción de la crítica
«West Coast» recibió elogios de la crítica musical contemporánea. Michael Nelson, de Stereogum, comentó: «Esta es simplemente una pieza musical inquietante e hipnótica que me pone la piel de gallina, especialmente cuando el tempo disminuye en el estribillo». Liza Darwin, de Nylon, describió la canción como «suave como la seda» y como «un verdadero deleite auditivo», mientras que Lauren Valenti, de Marie Claire, la elogió como «un fragmento de paraíso retro». Stern calificó la pista como «revolucionaria» ya que sonaba «completamente diferente a cualquier cosa que se ofreciera en la música pop en ese momento», y la consideró «la antítesis misma de todo lo que era la radio en 2014». Kyle Fowle, de The A.V. Club, nombró «West Coast» como la pista mejor lograda del álbum y como «la canción en Ultraviolence que captura la esencia de Lana Del Rey correctamente». AltSounds la definió como una de las mejores obras de la cantante y como uno de los mejores sencillos del año: «Cuando las canciones desafían descripciones y los artistas desafían expectativas, tienden a permanecer mucho tiempo después de que los "hits" pop y las divas hayan caído en el olvido». El periodista de Oyster, Jerico Mandybur, comentó: «No se puede negar que el tema tiene un excelente poder de atracción auditiva, especialmente si te gustan las odas a Los Ángeles misteriosas, oscuramente surferas y repletas de femme fatale».
Carolyn Menyes, de Music Times, nombró «West Coast» como una de sus canciones favoritas de Del Rey hasta la fecha, destacando la influencia de Dan Auerbach como lo que más la benefició. Opinó en su reseña: «Su voz encaja bien con él, y ella realmente se siente apasionada, a diferencia de su típica actitud aburrida». Caitlyn Carter, Joey DeGroot y Kyle Dowling de la misma publicación la calificaron como una de las canciones más sobresalientes de Ultraviolence. Kate Hutchinson, de The Guardian, la llamó «una de las mejores canciones pop de los últimos cinco años», y Kitty Empire de la misma publicación escribió: «La atractiva "West Coast" mejora con cada escucha, una inteligente pista dos en uno rica en detalles, ritmo, atmósfera y clase». Robert Leedham, de Drowned in Sound, afirmó que con «West Coast» Del Rey «superó» a «Video Games» (2011), además de elogiar sus cambios de tono y el «magistral» balanceo entre la tensión y la reverberación en el tema. Scott T. Sterling, de CBS Corporation, opinó que la pista amplió las dimensiones del sonido de Del Rey, y que era «uno de los éxitos más distintivos de 2014». El escritor de The Boston Globe, James Reed, comentó: «"West Coast" tiene una sensualidad noir que se abre en un estribillo que imita el subidón embriagador de una primera calada».
Caryn Ganz, de Rolling Stone, se refirió al tema como un «notable cambio» en el sonido para Del Rey, y dijo que su ritmo la transformó «de cantante en estrella por unos gloriosos momentos». En su reseña de Ultraviolence, Mike Diver, de Clash, dijo que, en el contexto del álbum, «"West Coast" adquirió mayor importancia al servir como un punto de apoyo que equilibra el disco». Sasha Geffen, de Consequence of Sound, la describió como «una joya contraintuitiva» y como «el tipo de cosa que suena maravillosamente desde las ventanillas de los autos viejos en las calurosas tardes de verano», mientras que Marissa G. Muller, de Vice, la consideró «uno de los mejores himnos de la historia del estado dorado».

### Reconocimiento
«West Coast» fue nombrada como una de las mejores canciones de 2014 por varios medios de comunicación. Ocupó la posición 49 en la lista de fin de año de los críticos Pazz & Jop de The Village Voice en 2014 y Cosmopolitan la ubicó en la tercera casilla de su lista de las 50 mejores canciones de 2014. Joey De Groot de Music Times la incluyó en el tercer puesto de su listado de las 25 mejores canciones del año y afirmó: «Con el lanzamiento de "West Coast", la música de Lana Del Rey finalmente convergió con la complejidad e intensidad de su persona, y fue glorioso». Idolator clasificó el tema en el puesto número 5 en su lista de los mejores sencillos de pop del 2014; Bianca Gracie del sitio web afirmó que «nada en el álbum sonaba como "West Coast"» y la describió como una «banda sonora para los veranos interminables por venir». El sencillo apareció en las listas de las 50 mejores canciones de 2014 elaboradas por NME (en el puesto número 11), Consequence of Sound (en la posición 25) y Stereogum (en la casilla número 31). Spin la incluyó en el puesto 29 de su lista de las 101 mejores canciones de 2014 y la describió como «el éxito más exuberante y narcótico del Top 40 del año». Joshua Ostroff de The Huffington Post la ingresó en la posición número 12 en su clasificación de las mejores canciones de 2014, afirmando que era «quizás demasiado oscura para ganar el título del sencillo del verano que se merecía».

## Rendimiento comercial
A pesar de no recibir una promoción intensiva en la radio de los Estados Unidos en ese momento, «West Coast» debutó en el puesto número 17 en el Billboard Hot 100 en la semana que terminó el 3 de mayo de 2014. Marcó el debut más alto de Del Rey y su segundo sencillo mejor posicionado en esa lista, detrás de «Summertime Sadness», que alcanzó el puesto número 6 en septiembre de 2013. El 68% de los puntos en la lista del sencillo en su semana de apertura fueron atribuidos a ventas digitales de 118 000 copias, mientras que el 32% restante se atribuyó a 2.7 millones de streams. Debutó en las casillas 6 y 16 en las listas Digital Songs y Streaming Songs, respectivamente. La canción salió de la clasificación de Billboard Hot 100 en su segunda semana, pero volvió a entrar en el puesto número 100 el 5 de julio de 2014, tras el lanzamiento de Ultraviolence. «West Coast» se convirtió en el primer sencillo de Del Rey en aparecer en la lista Rock Airplay, donde alcanzó la casilla 26 y permaneció un total de nueve semanas.
En Canadá, debutó en el puesto número 26 en el Canadian Hot 100 emitido el 3 de mayo de 2014. Marcó el segundo sencillo con mayor éxito de Del Rey en el país, después de «Summertime Sadness», que alcanzó la séptima ubicación. En Oceanía, ingresó en el Australian Singles Chart en su punto máximo en el número 44 el 4 de mayo de 2014, y pasó un total de dos semanas. También debutó en el puesto número 31 en el New Zealand Singles Chart, convirtiéndose en el tercer sencillo de Del Rey en aparecer en la lista de Nueva Zelanda después de «Summertime Sadness» y «Young and Beautiful».
«West Coast» ingresó en el French Singles Chart en la casilla 34 en la semana que finalizó el 26 de abril de 2014; consecuentemente, se convirtió en el séptimo éxito entre los 40 primeros de Del Rey en Francia y pasó un total de 26 semanas en la lista. En el German Singles Chart alcanzó la posición número 22, permaneciendo catorce semanas en la clasificación y marcando el cuarto éxito entre los 40 primeros de la cantante en Alemania. En Irlanda debutó en el puesto número 31 en el Irish Singles Chart emitido el 17 de abril de 2014, convirtiéndose en el quinto éxito entre los 40 primeros de Del Rey en el país y pasando siete semanas en la lista en total. Inicialmente se ubicó en la casilla 14 en el UK Singles Chart, pero más tarde debutó en el puesto 21 en la lista emitida el 7 de junio de 2014 al vender 15 649 copias en su primera semana. Tras el lanzamiento de Ultraviolence en el Reino Unido, volvió a ingresar en el puesto número 36 con ventas de 5 517 unidades. La canción se convirtió en el octavo éxito entre los 40 primeros de Del Rey en el país y acumuló un total de seis semanas en la clasificación. Igualmente alcanzó el Top 10 en Grecia e Israel, y el Top 20 en Hungría, Italia, Escocia, España y Suiza.

## Video musical

### Desarrollo y lanzamiento
El video musical que acompaña a «West Coast» fue dirigido por Vincent Haycock y filmado en Marina del Rey, California y en Venice, Los Ángeles, a principios del mes de abril de 2014. Además de Del Rey, el clip también cuenta con la participación del tatuador de Hollywood Mark Mahoney, quien representa al interés amoroso de la cantante en el segmento del coro, y del modelo estadounidense Bradley Soileau, quien interpreta el mismo papel en otra escena. Del Rey describió a Mahoney como su confidente, amante y proveedor en el video. En una entrevista con Clash, la cantante mencionó: «Al igual que la canción, [el video musical] es atmosférico y captas una vibra direccional, pero no es tan definido, y es difícil decir qué está pasando». La cantante se inspiró para la realización del clip en el documental sobre Chet Baker Let's Get Lost (1988), y de su amor por el efecto del vestido rojo. También quería que el video estuviera impulsado por el estado de ánimo, y para su escena final, trascender de imágenes en blanco y negro a una «escena de sueño en color HD».
Algunas imágenes del video musical aparecieron por primera vez en línea el 7 de abril de 2014. El lanzamiento del audio de «West Coast» del 14 de abril del mismo año estuvo acompañado de un fragmento en blanco y negro repetido del video musical de la cantante abrazando a un hombre con chaqueta de cuero en la playa. El 24 de abril, después del debut del sencillo en la lista Billboard Hot 100, se anunció que el clip se estrenaría «en los próximos días»; Del Rey luego lanzó un adelanto visual en su cuenta de Instagram el 2 de mayo. El metraje presentaba las mismas tomas obtenidas para el bucle de audio y a la cantante fumando y encendiendo un cigarrillo, vallas publicitarias de Sunset Strip y coplas incompletas. El 6 de mayo, Interscope subió prematuramente una versión no terminada del clip, antes de retirarla rápidamente y luego estrenar la versión final un día después. El video fue lanzado digitalmente en la tienda de iTunes el 12 de mayo de 2014; desde entonces, ha superado los 100 millones de reproducciones en YouTube.

### Sinopsis
En el videoclip en blanco y negro predominan las imágenes oscuras, melancólicas, brumosas, misteriosas y marcadas por el sol, y en él Del Rey evoca su personalidad característica. Utilizando un enfoque minimalista y melancólico, incluye varias tomas artísticas del paisaje californiano y apariciones breves de dos hombres representados como arquetipos de «chicos malos». Del Rey se sumerge en una aparición de los años 1960, realiza numerosos movimientos de balanceo y giro y canta con los ojos cerrados a lo largo del videoclip. Courtney E. Smith, escritora de CBS Corporation, lo describió como «el yin y el yang de la esperanza juvenil, del tipo que Hollywood vive atrayendo y de la industria cínica, del tipo que Hollywood se nutre, pero oculta».
El vídeo comienza con olas ondulantes y tomas de carreteras bordeadas de palmeras y gaviotas; también se muestra a un grupo de patinadores en esta escena. Al principio parece funcionar con pequeños gestos románticos, similares a los de un anuncio de revista de moda. La cantante aparece en dos romances visualmente distintos; en el primero se muestra aferrada a un joven rubio de cabello largo y vestido de cuero en una playa, desplazándose lentamente por la costa del océano Pacífico y chapoteando en sus olas con él. En el minuto 1:20, la canción y sus visuales cambian simultáneamente, mostrando a la cantante luciendo joyas de diamantes, sentada junto a un hombre más maduro tipo svengali que lleva gafas de sol, mientras un auto convertible avanza en cámara lenta. El interés amoroso de Del Rey en este segmento evoca la disparidad de edad en las relaciones sexuales, a Robert Evans y a Scott Weiland. En otra escena, los dos aparecen acariciándose y fumando en el asiento trasero del coche. Del Rey representa a una persona aturdida y solemne en estos segmentos, mientras la pareja se acaricia bajo las luces de la calle que pasan. El clip luego regresa a la escena de la cantante y su joven interés amoroso en la playa. Los segmentos mencionados se intercalan con escenas que parecen filmadas con una videocámara de baja calidad.
Un giro inesperado ocurre hacia el final del clip con el uso de fuego e imaginería en Tecnicolor, con Del Rey suavemente quitándose el cabello de los hombros en medio de llamas superpuestas. Lleva un vestido rojo en una escena, al estilo de Sunset Boulevard y canta «estoy enamorada» continuamente mientras arde en llamas, hasta que el videoclip se desvanece.

## Actuaciones en directo

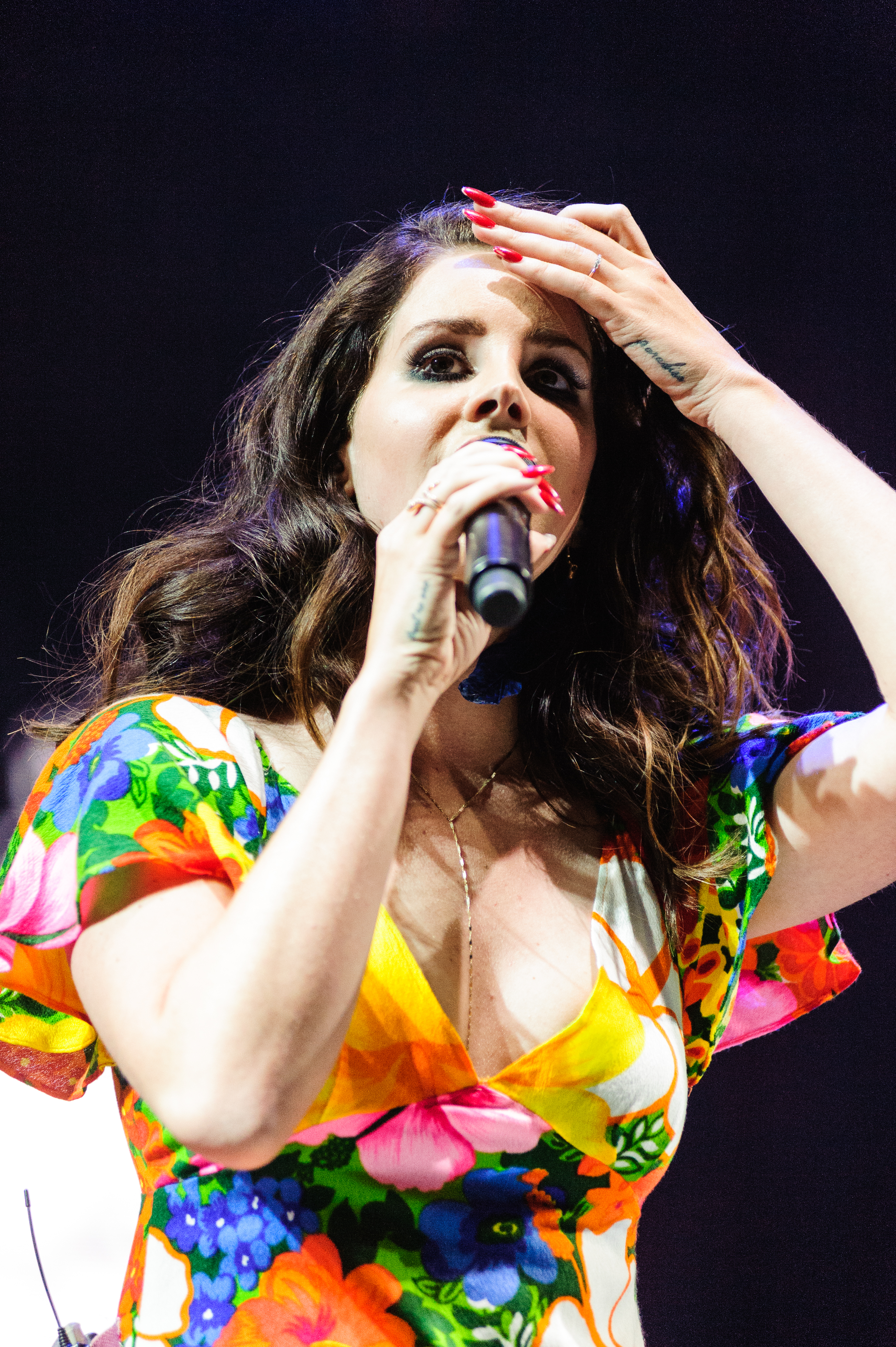
Del Rey en el Festival de Música y Artes de Coachella Valley, donde interpretó «West Coast» por primera vez en abril de 2014.

Del Rey presentó por primera vez un verso de «West Coast» en un concierto en vivo en Las Vegas el 11 de abril de 2014. Luego, estrenó la canción completa en directo en el Festival de Música y Artes del Valle de Coachella el 13 de abril del mismo año. La interpretó frente a un fondo natural de palmeras, luciendo un vestido de verano, y durante la presentación bajó del escenario para besar a algunos miembros del público. Gracias a esta actuación, Del Rey se convirtió en la artista más mencionada en Twitter durante el primer fin de semana de Coachella. Según Keith Caulfield de Billboard, la buena recepción de la canción en el festival contribuyó significativamente a su debut en el número 17 en el Billboard Hot 100, y Meghan O'Keeffe de VH1 dijo que la interpretación fue recibida con críticas entusiastas y que «el público lo devoró». Jason Lipshutz de Billboard comentó: «La actuación de Del Rey en Coachella fue tan impresionante que [ella] habría sido perdonada si "West Coast" resultaba ser un fracaso. Afortunadamente, el nuevo sencillo sonó como un ganador cuando se tocó en vivo por primera vez». El 15 de abril, Del Rey interpretó la pista como parte de un concierto único en el Comerica Theatre en Phoenix, Arizona. Según Jim Louvau del Phoenix New Times, su interpretación tuvo una «gran recepción», mientras que Ed Masley de The Arizona Republic la calificó como de una «majestuosidad sensual».
«West Coast» también se incluyó en la lista de canciones de su gira mundial de conciertos de 2014. En la parada de la gira en Nashville el 2 de mayo, su rendición del tema fue descrita por Nashville Scene como «una interpretación adecuada que insinuaba las buenas cosas que podrían venir de su próximo álbum». Su versión en vivo de la canción en el House of Blues de Boston del 6 de mayo fue definida por James Reed como «una sensualidad libre y despreocupada tan soleada como el estilo de vida de California que evoca la canción». Su interpretación en una fecha en Aragón, Georgia el 17 de mayo fue considerada como «una declaración sensual» por Bob Gendron del Chicago Tribune, aunque su desempeño en el Anfiteatro PNE en Toronto el 25 de mayo fue criticado por François Marchand del periódico Toronto Sun, quien escribió: «"West Coast" carecía de control tonal, y aquí es donde la debilidad de los movimientos de Del Rey (limitados a gestos con las manos y suaves movimientos de cadera) no pudieron ocultar la mediocre interpretación de la cantante».
Del Rey interpretó «West Coast» con maquillaje de ojos difuminado, un vestido de verano teñido anudado y pendientes de aro, como parte de su repertorio debut para el Festival de Glastonbury el 28 de junio de 2014; la rendición estuvo acompañada de extractos del video musical como fondo. Kate Hutchinson describió la actuación como «una belleza sin acción» y elogió sus «guitarras burbujeantes, atmósferas nebulosas, coqueteo perfecto y tambores épicos». Mark Savage de BBC News afirmó que la interpretación fue «adecuadamente dramática». En una fecha de su gira promocional en Cork el 15 de julio , Del Rey se envolvió en la bandera de Irlanda durante la canción. Del Rey también cantó el tema en el Festival de Música de Austin City Limits el 4 de octubre del mismo año. La canción se repitió posteriormente durante su actuación de dos fechas en el Cementerio Hollywood Forever, comenzando el 17 de octubre.

## Versiones del sencillo
El cantante irlandés James Vincent McMorrow interpretó una versión «soñadora» y en un tono alto de la canción para la estación radial Triple J el 6 de junio de 2014. Una versión remezclada del tema fue lanzada por el cantante estadounidense Travis Garland el 10 de julio del mismo año; la versión de Garland incorporó una producción más pulida con elementos de trap. La banda británica Royal Blood hizo una versión de «West Coast» durante su sesión para NPO 3FM el 15 de septiembre de 2014. El dúo estadounidense Missio lanzó una versión de la canción el 3 de marzo de 2016.

## Créditos

##### Lugares de grabación
- Grabado en Easy Eye Sound, Nashville, Tennessee[14]

- Cuerdas grabadas en The Bridge, Glendale, California[7]

##### Personal
Créditos y personal adaptados de las notas del álbum Ultraviolence.
- Lana Del Rey – compositora, voz principal, coros

- Dan Auerbach – guitarra eléctrica, producción, sacudidor, guitarra acústica de 12 cuerdas, sintetizador

- Collin Dupuis – ingeniería de sonido

- Nick Movshon – bajo, batería

- Rick Nowels – compositor

- Maximilian Weissenfeldt – batería

## Posicionamiento en listas

### Semanales
| Listas (2014)                               | Mejor posición |
| ------------------------------------------- | -------------- |
| Australia (ARIA)                            | 44             |
| Bélgica (Flandes) (Ultratip Bubbling Under) | 4              |
| Bélgica (Valonia) (Ultratop 50)             | 47             |
| Canadá (Canadian Hot 100)                   | 26             |
| CEI (Tophit)                                | 148            |
| Dinamarca (Tracklisten)                     | 39             |
| Finlandia (Latauslista)                     | 21             |
| Francia (SNEP)                              | 34             |
| Alemania (Offizielle Deutsche Charts)       | 22             |
| Grecia Digital Songs (Billboard)            | 3              |
| Hungría (Single Top 40)                     | 13             |
| Irlanda (IRMA)                              | 31             |
| Israel (Media Forest)                       | 5              |
| Italia (FIMI)                               | 18             |
| Nueva Zelanda (Recorded Music NZ)           | 31             |
| Escocia (Scottish Singles Sales Chart)      | 18             |
| Eslovaquia (Singles Digitál Top 100)        | 89             |
| España (Top 100 Canciones)                  | 12             |
| Suiza (Schweizer Hitparade)                 | 13             |
| Reino Unido (UK Singles Chart)              | 21             |
| Estados Unidos (Billboard Hot 100)          | 17             |
| Estados Unidos (Alternative Airplay)        | 29             |
| Estados Unidos (Adult Alternative Songs)    | 3              |

| Lista (2023)                | Mejor posición |
| --------------------------- | -------------- |
| Grecia Internacional (IFPI) | 62             |

## Certificaciones
| País           | Organismo certificador | Certificación | Ventas certificadas | Ref.    |
| -------------- | ---------------------- | ------------- | ------------------- | ------- |
| Australia      | ARIA                   | 2× Platino    | 140 000             | [ 138 ] |
| Italia         | FIMI                   | Oro           | 50 000              | [ 139 ] |
| España         | PROMUSICAE             | Oro           | 30 000              | [ 140 ] |
| Reino Unido    | BPI                    | Oro           | 400 000             | [ 141 ] |
| Estados Unidos | RIAA                   | Platino       | 1 000               | [ 142 ] |
| Grecia         | IFPI Grecia            | Platino       | 2 000               | [ 143 ] |

## Historial de lanzamientos
| País           | Fecha                 | Formatos                       | Discográfica          | Ref.    |
| -------------- | --------------------- | ------------------------------ | --------------------- | ------- |
| Italia         | 14 de abril de 2014   | Radio de éxitos contemporáneos | Polydor               | [ 144 ] |
| Canadá         | 22 de abril de 2014   | Descarga digital               | Interscope            | [ 145 ] |
| Estados Unidos | 22 de abril de 2014   | Descarga digital               | Interscope            | [ 146 ] |
| Bélgica        | 23 de abril de 2014   | Descarga digital               | Universal Music Group | [ 147 ] |
| Francia        | 23 de abril de 2014   | Descarga digital               | Universal Music Group | [ 148 ] |
| Luxemburgo     | 23 de abril de 2014   | Descarga digital               | Universal Music Group | [ 149 ] |
| Nueva Zelanda  | 23 de abril de 2014   | Descarga digital               | Universal Music Group | [ 150 ] |
| Países Bajos   | 23 de abril de 2014   | Descarga digital               | Universal Music Group | [ 151 ] |
| Portugal       | 23 de abril de 2014   | Descarga digital               | Universal Music Group | [ 152 ] |
| España         | 23 de abril de 2014   | Descarga digital               | Universal Music Group | [ 153 ] |
| Reino Unido    | 25 de mayo de 2014    | Descarga digital               | Polydor               | [ 154 ] |
| Alemania       | 30 de mayo de 2014    | Descarga digital               | Universal Capitol     | [ 155 ] |
| Estados Unidos | 3 de junio de 2014    | Rock moderno                   | Interscope            | [ 156 ] |
| Estados Unidos | 13 de julio de 2014   | Descarga digital – Remezcla EP | Interscope            | [ 157 ] |
| Estados Unidos | 29 de octubre de 2014 | Descarga digital – Remezcla    | Interscope            | [ 158 ] |